# SMS V 29
V 29 – niemiecki niszczyciel z okresu I wojny światowej. Piąta jednostka typu V 25. Okręt wyposażony w cztery kotły parowe opalane ropą. Zapas paliwa 225 ton. Uczestniczył w bitwie jutlandzkiej. W jej trakcie zatonął storpedowany przez niszczyciel HMS Petard.